# Bústia de veu
El bústia de veu és un sistema centralitzat de maneig de missatges telefònics per a un gran grup de persones. Permet als usuaris rebre, emmagatzemar i gestionar missatges de veu de les persones que li criden quan es troba absent o amb la línia ocupada.
Les bústies de veu s'han convertit en una funcionalitat sempre present en els sistemes telefònics de quasi totes les companyies. Estan disponibles en sistemes de telefonia fixa, mòbil i en aplicacions de programari com Asterisk.

## Característiques
En la seua configuració més bàsica, proveeix únicament les funcionalitats d'una contestadora automàtica, no obstant això és un sistema molt més sofisticat, que proveeix múltiples funcionalitats.
És capaç de:
- contestar diversos telèfons al mateix temps
- emmagatzemar els missatges de veu en caselles personalitzades associades al nombre de l'usuari
- reexpedir els missatges cap a altres caselles
- personalitzar el missatge d'introducció
- enviar missatges a diversos destinataris alhora
- guardar missatges per a enviar-los en altre moment
- notificar al destinatari mitjançant una trucada o correu electrònic que li ha arribat un missatge a la seua casella de veu
- transferir cridats cap a altre nombre telefònic
- reproduir diferents missatges d'introducció a la casella d'acord qui es comunique
- proveir seguretat i confidencialitat, ja que per a accedir al mateix s'ha d'introduir una clau, de manera que només l'usuari puga escoltar els missatges
- donar a conèixer la data i hora dels missatges, i el nombre telefònic des del qual es rep.

## Funcionament del sistema de bústia de veu
El sistema de bústia de veu aquesta compost per diversos elements:
- CPU, és el processador central que corre el sistema operatiu i el programa (programari) que fa que el sistema es comporte com una bústia de veu.
- Controlador de disc i múltiples discos, emprats per a l'emmagatzematge de missatges
- Discos del sistema, no solament contenen el programari esmentat anteriorment, sinó que també conté un directori complet amb totes les dades dels usuaris (nom, nombre de l'extensió, preferències per a la seua casella de veu i punters que indiquen quals missatges, que es troben guardats en el disc de missatges, són de la seua propietat)
- Interfície telefònica, permet que diverses línies telefòniques es connecten a ell.

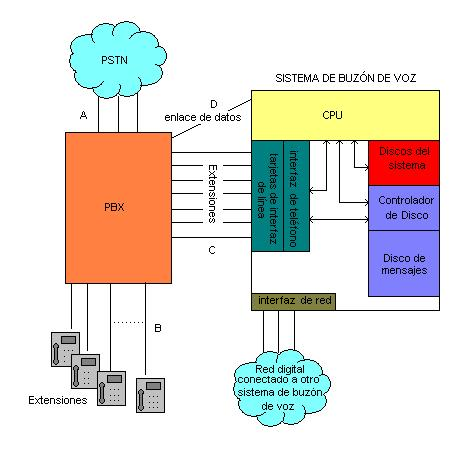
En aquesta figura es mostra com interacciona un sistema de bústia de veu amb una PBX.

Suposem que es diu a una de les extensions de la PBX des de la xarxa pública (A). La telefonada és encaminada cap a l'extensió corresponent (B). Si l'amo d'aquesta extensió no respon després de cert temps, la PBX encamina la trucada cap al sistema de bústia de veu (C), al mateix temps li comunica al sistema a quina extensió li correspon aquesta trucada(D).
La CPU li ordena a la interfície telefònica, que controla la targeta d'interfície de línia, que responga la trucada. A continuació, reconeix el destinatari del missatge, cerca la seua salutació introductòria de casella i li ordena al controlador de disc que ho reproduïsca. Aquest s'encarrega també de reproduir les instruccions ("Deixe el seu missatge després d'escoltar el senyal, per a acabar cort o…").
El sistema d'interfície de telèfon, digitalitza el missatge i ho transmet al controlador de disc per a ser emmagatzemat en el disc de missatges. Alguns sistemes de bústia de veu, barregen la informació del missatge amb la finalitat d'obtenir major seguretat.
La CPU guarda la localització del missatge en el disc del sistema. Després, envia un senyal a la PBX (D), indicant-li que encenga la llum de missatge rebut.
Quan l'amo de la casella, veu que va rebre un missatge, flama a l'extensió corresponent al sistema de bústia de veu per a poder escoltar el mateix. La *PBX alerta (D) a la CPU que qui realitza el trucat és l'amo de la casella. Aquesta *redirecciona la trucada a la interfície de telèfon. Al mateix temps cerca tota la informació de l'amo de la casella en el disc del sistema, especialment la password. El controlador de disc demana que s'ingresse la password; la CPU verifica que aquesta coincidisca amb la qual es troba en el disc del sistema per a permetre que se seguisca amb procés. Una vegada garantit que és l'amo qui sol·licita la casella, la CPU li presenta les opcions ("Vostè té un missatge nou, per a escoltar-lo pressione 1, per a guardar-lo pressione 2,...") Aquestes opcions les presenta el controlador de disc mentre que la CPU espera escoltar el to del nombre digitat. Si l'opció *digitada és la d'escoltar el missatge, la CPU ho cerca en el disc del sistema i li diu al controlador del sistema que reproduïsca el missatge, aquest ho envia a la interfície de línia telefònica qui ho transforma d'un flux de dades a so i ho envia a la targeta d'interfície de telèfon on l'usuari està connectat.
D'aquesta manera, l'amo de la casella pot escoltar els seus missatges.